# فرنسيس جونسون (ملحن)
فرنسيس جونسون (بالإنجليزية: Francis Johnson)‏ هو ملحن أمريكي، ولد في 16 يونيو 1792 في فيلادلفيا في الولايات المتحدة، وتوفي بنفس المكان في 6 أبريل 1844.

## وصلات خارجية
- فرنسيس جونسون على موقع ميوزك برينز (الإنجليزية)
- فرنسيس جونسون على موقع ديسكوغز (الإنجليزية)